# 端川青年駅
端川青年駅（タンチョンチョンニョンえき）は朝鮮民主主義人民共和国咸鏡南道端川市に位置する朝鮮民主主義人民共和国鉄道省平羅線および虚川線の駅である。

## 歴史
- 1924年10月11日：端川駅として開業[1]。
- 日時不明：端川青年駅に改称。